# Бурачинська-Куровець Цецилія Йосипівна
Целіна Куровцева-Бурачи́нська (1860, Криворівня Верховинського району — 30 квітня 1924, Львів)  — громадська діячка, збирачка галицького фольклору.

## Життєпис
Народилася 1860 р. у родині пароха о. Йосипа Бурачинського (1838—1903) та його дружини Зеновії.
Йосип Бурачинський навчався в Чернівцях, Львові, у Віденському університеті студіював теологію, українську літературу, класичну філологію. З 1862 року викладав класичну філологію у Чернівецькій гімназії. 1882 року одружився із Зеновією Навроцькою (1843—1909), донькою пароха с. Кутузова Андрія Навроцького і Марії з Глібовицьких. 1862 року рукоположений і отримав призначення на парафію в с. Криворівня. З 1885 року і до смерті був парохом у с. Княждвір біля Коломиї.
У сім'ї Йосипа та Зеновії Бурачинських, крім Целіни, було ще чотири сини та одна донька:
- Андрій (1863—1941) — доктор медицини, військовий лікар-дерматолог, полковник, шеф санітарної служби УГА, член Українського лікарського товариства, культурно-громадський діяч, одружений з Людмилою Конрец;
- Марія (1865—1935) — культурно-громадська діячка, збирач гуцульського фольклору, укладач словника гуцульських слів, одна з перших членкинь Товариства Руських женщин, дружина о. Олексія Волянського;
- Ераст (1875—1942) — інженер-лісотехнік, одружений з Ольгою з Лопатинських;
- О́сип (1877—1948) — видатний український галицький правник, громадський та політичний діяч, посол до Буковинського сейму, державний секретар судівництва ЗУНР, одружений з Оленою Добровольською;
- Тит-Євген (1880—1968) — видатний український лікар та громадський діяч, одружений із Зеновією Левинською.

Целіна Бурачинська записувала пісні й оповідання про опришків у Криворівні та навколишніх селах. Іван Франко публікував її оповідання в журналах «Зоря» (1886), «Житє і слово» (1895), «Етнографічний збірник» (1898). Закуповувала для Франка гуцульський одяг.
Разом з Наталією Кобринською прокладала шлях жіночому рухові. Була однією з перших членкинь Товариства Руських Женщин, яке в 1894 році заснувала у Станиславові Наталія Кобринська.
Була одружена з лікарем Іваном Куровцем, який свого часу був Державним секретарем здоров'я в уряді ЗУНР.
Протягом кількох років подружжя Івана та Целіни Куровців втратило своїх обидвох синів: Андрій, правник, помер 1 грудня 1912 року в Аббації, Петро — військовий санітар, — загинув в бою на італійському фронті 20 жовтня 1915 року. Обидва сини поховані поруч в Аббації.
Целіна Куровцева-Бурачи́нська померла у Львові в 1924 році. Похована на Личаківському цвинтарі, поле 73. Разом з нею у спільному гробівці в 1931 році похований її чоловік Іван Куровець.